# Paris-Tours 1992
La 86e édition de Paris-Tours a eu lieu le 10 octobre 1992. Elle constitue la dixième épreuve de la Coupe du monde de cyclisme et est remportée par le Belge Hendrik Redant de l'équipe Lotto à la moyenne record de 46,337 km/h.

## Récit de la course
À 20 km de l'arrivée les deux premiers du classement provisoire de la coupe du monde, Olaf Ludwig et Laurent Jalabert, se glissent dans une échappée comprenant notamment Frans Maassen, Christian Henn, Hendrik Redant, Andrei Tchmil, Phil Anderson, Erik Dekker et Laurent Brochard. Leur marquage permet à Redant de sortir à 7 km du but, suivi par Henn dont il disposera au sprint.

## Classement final
|    | Coureur             | Pays      | Équipe       |    | Temps          |
| -- | ------------------- | --------- | ------------ | -- | -------------- |
| 1  | Hendrik Redant      | Belgique  | Lotto        | en | 6 h 7 min 44 s |
| 2  | Christian Henn      | Allemagne | Team Telekom | +  | 1 s            |
| 3  | Olaf Ludwig         | Allemagne | Panasonic    |    | 10 s           |
| 4  | Andreï Tchmil       | Moldavie  | GB-MG        |    | m.t.           |
| 5  | Laurent Jalabert    | France    | Once         |    | m.t.           |
| 6  | Phil Anderson       | Australie | Motorola     |    | 33 s           |
| 7  | Laurent Brochard    | France    | Castorama    |    | 34 s           |
| 8  | Frans Maassen       | Pays-Bas  | Buckler      |    | m.t.           |
| 9  | Maurizio Fondriest  | Italie    | Panasonic    |    | m.t.           |
| 10 | Edwig Van Hooydonck | Belgique  | Buckler      |    | m.t.           |